# پائولا فاکس
پائولا فاکس (به انگلیسی: Paula Fox) (زاده ۲۲ آوریل ۱۹۲۳-درگذشته ۱ مارس ۲۰۱۷) نویسنده آمریکایی بود. وی در زمینه رمانهای بزرگسالان، ادبیات کودکان و زندگینامه آثاری را به رشته تحریر درآورده است.
رمان برده رقصان او برنده مدال نیوبری در سال ۱۹۷۴ و جایزه هانس کریستین آندرسن در سال ۱۹۷۸ شد.